# Barbara Kendall
Barbara Kendall, CNZM, MBE (* 30. August 1967 in Papakura) ist eine neuseeländische Windsurferin. Als bisher einzige Frau gewann sie drei olympische Medaillen. Darüber hinaus wurde sie fünfmal Weltmeisterin. Ihr älterer Bruder Bruce Kendall ist ebenfalls ein erfolgreicher Windsurfer.

## Biografie
Im Alter von 17 Jahren begann Kendall mit dem Windsurfen. Ihr erster großer Erfolg war 1987 der Gewinn des Weltmeistertitels. 1988 gab sie ihren bisherigen Beruf als Tanzlehrerin auf und widmete sich ganz dem Sport, da sie ihrem Bruder nacheifern wollte, der in diesem Jahr Olympiasieger geworden war. Das Windsurfen der Frauen fristete in Neuseeland ein Schattendasein. Dies änderte sich schlagartig, als sie bei den Olympischen Sommerspielen 1992 in Barcelona die Goldmedaille gewann (es war der einzige neuseeländische Olympiasieg in diesem Jahr).
Bei den Olympischen Sommerspielen 1996 in Atlanta trug sie während der Eröffnungsfeier die Flagge Neuseelands. In der olympischen Regatta vor Savannah unterlag sie der Hongkong-Chinesin Lee Lai-shan und wurde Zweite. Vier Jahre später in Sydney erreichte sie Platz 3. Es folgten drei weitere Weltmeistertitel in den Jahren 1998, 1999 und 2002. Mit zwei Fehlstarts bei den Olympischen Sommerspielen 2004 in Athen vergab sie den Olympiasieg und wurde lediglich Fünfte. 2002 gewann sie den fünften Weltmeistertitel; 2003, 2004 und 2007 errang sie an Weltmeisterschaften jeweils die Silbermedaille. Mit der erfolgreichen Qualifikation für die Olympischen Sommerspiele 2008 wird sie die erste neuseeländische Frau sein, die an fünf Olympischen Spielen teilgenommen hat.
Von Juli 2005 bis August 2008 war die zweifache Mutter Vertreterin der Athleten Ozeaniens im Internationalen Olympischen Komitee. Sie löste dabei die australische Schwimmerin Susie O’Neill ab, die zurückgetreten war (Kendall hatte bei der Wahl zum Athletenkomitee am zweitmeisten Stimmen erhalten und rückte automatisch nach). Bei der Wiederwahl 2008 in Peking scheiterte sie jedoch. Bei den olympischen Segelwettbewerben 2008 in Qingdao erreichte sie den sechsten Platz.

## Seglerische Erfolge

### Olympische Spiele
- 1992: Olympiasiegerin
- 1996: Silbermedaille
- 2000: Bronzemedaille
- 2004: 5. Platz
- 2008: 6. Platz

### Weltmeisterschaften
- 1987: Weltmeisterin
- 1990: Silbermedaille
- 1997: Bronzemedaille
- 1998: Weltmeisterin
- 1999: Weltmeisterin
- 2002: Weltmeisterin
- 2003: Silbermedaille
- 2004: Silbermedaille
- 2007: Silbermedaille

## Ehrungen
- Neuseelands Sportlerin des Jahres: 1996, 1998, 1999 und 2002
- 2007 Erstes Ehrenmitglied (Inductee) in der neu geschaffenen ISAF Sailing Hall of Fame[3]